# Wielersport op de Gemenebestspelen 2014
Wielersport is een van de sporten die beoefend werd op de Gemenebestspelen 2014. Het wielertoernooi vond plaats van 24 juli tot en met 3 augustus in het Sir Chris Hoy Velodrome (baan), Cathkin Braes Mountain Bike Trails (mountainbike) en Glasgow Green (weg).

## Medailles

### Mannen
| Onderdeel                 | Goud | Goud                                                   | Zilver | Zilver                                              | Brons | Brons                                                 |
| Baan                      | Baan | Baan                                                   | Baan   | Baan                                                | Baan  | Baan                                                  |
| ------------------------- | ---- | ------------------------------------------------------ | ------ | --------------------------------------------------- | ----- | ----------------------------------------------------- |
| Sprint                    | NZL  | Sam Webster                                            | ENG    | Jason Kenny                                         | NZL   | Edward Dawkins                                        |
| Keirin                    | AUS  | Matthew Glaetzer                                       | NZL    | Sam Webster                                         | MAS   | Mohd Azizulhasni Awang                                |
| 1 km tijdrit              | AUS  | Scott Sunderland                                       | NZL    | Simon Van Velthooven                                | NZL   | Matthew Archibald                                     |
| Teamsprint                | NZL  | Edward Dawkins Ethan Mitchell Sam Webster              | ENG    | Philip Hindes Jason Kenny Kian Emadi                | AUS   | Matthew Glaetzer Nathan Hart Kieren Perkins           |
| Individuele achtervolging | AUS  | Jack Bobridge                                          | AUS    | Alex Edmondson                                      | NZL   | Marc Ryan                                             |
| Puntenkoers               | NZL  | Thomas Scully                                          | IOM    | Peter Kennaugh                                      | NZL   | Aaron Gate                                            |
| Scratch                   | NZL  | Shane Archbold                                         | AUS    | Glenn O'Shea                                        | CAN   | Rene Pelletier                                        |
| Ploegenachtervolging      | AUS  | Luke Davison Alex Edmondson Glenn O'Shea Jack Bobridge | ENG    | Steven Burke Ed Clancy Andy Tennant Bradley Wiggins | NZL   | Shane Archbold Pieter Bulling Marc Ryan Dylan Kennett |
| Mountainbike              |      |                                                        |        |                                                     |       |                                                       |
| Cross country             | NZL  | Anton Cooper                                           | NZL    | Samuel Gaze                                         | AUS   | Daniel Mcconnell                                      |
| Weg                       |      |                                                        |        |                                                     |       |                                                       |
| Wegwedstrijd              | WAL  | Geraint Thomas                                         | NZL    | Jack Bauer                                          | ENG   | Scott Thwaites                                        |
| Individuele tijdrit       | ENG  | Alex Dowsett                                           | AUS    | Rohan Dennis                                        | WAL   | Geraint Thomas                                        |

### Vrouwen
| Onderdeel                 | Goud | Goud                 | Zilver | Zilver            | Brons | Brons             |
| Baan                      | Baan | Baan                 | Baan   | Baan              | Baan  | Baan              |
| ------------------------- | ---- | -------------------- | ------ | ----------------- | ----- | ----------------- |
| Sprint                    | AUS  | Stephanie Morton     | AUS    | Anna Meares       | ENG   | Jessica Varnish   |
| 500m tijdrit              | AUS  | Anna Meares          | AUS    | Stephanie Morton  | ENG   | Jessica Varnish   |
| Individuele achtervolging | ENG  | Joanna Rowsell       | AUS    | Annette Edmondson | AUS   | Amy Cure          |
| Puntenkoers               | ENG  | Laura Trott          | WAL    | Elinor Barker     | SCO   | Katie Archibald   |
| Scratch                   | AUS  | Annette Edmondson    | AUS    | Amy Cure          | WAL   | Elinor Barker     |
| Mountainbike              |      |                      |        |                   |       |                   |
| Cross country             | CAN  | Catharine Pendrel    | CAN    | Emily Batty       | AUS   | Rebecca Henderson |
| Weg                       |      |                      |        |                   |       |                   |
| Wegwedstrijd              | ENG  | Elizabeth Armitstead | ENG    | Emma Pooley       | RSA   | Ashleigh Moolman  |
| Individuele tijdrit       | NZL  | Linda Villumsen      | ENG    | Emma Pooley       | AUS   | Katrin Garfoot    |

### Onderdelen voor gehandicapten
| Onderdeel                    | Goud   | Goud                         | Zilver | Zilver                       | Brons  | Brons                              |
| Mannen                       | Mannen | Mannen                       | Mannen | Mannen                       | Mannen | Mannen                             |
| ---------------------------- | ------ | ---------------------------- | ------ | ---------------------------- | ------ | ---------------------------------- |
| Sprint tandem B              | SCO    | Neil Fachie Craig MacLean    | AUS    | Kieran Modra Jason Niblett   | AUS    | Paul Kennedy Thomas Clarke         |
| 1 kilometer tijdrit tandem B | SCO    | Neil Fachie Craig MacLean    | AUS    | Kieran Modra Jason Niblett   | WAL    | Matt Ellis Ieuan Williams          |
| Vrouwen                      |        |                              |        |                              |        |                                    |
| Sprint tandem B              | ENG    | Sophie Thornhill Helen Scott | SCO    | Aileen McGlynn Louise Haston | AUS    | Brandie O'Connor Breanna Hargreave |
| 1 kilometer tijdrit tandem B | ENG    | Sophie Thornhill Helen Scott | SCO    | Aileen McGlynn Louise Haston | AUS    | Brandie O'Connor Breanna Hargreave |

## Medailleklassement
| Plaats | Land          | Goud | Zilver | Brons | Totaal |
| 1      | Australië     | 7    | 9      | 8     | 24     |
| 2      | Nieuw-Zeeland | 6    | 4      | 5     | 15     |
| 3      | Engeland      | 6    | 5      | 3     | 14     |
| 4      | Schotland     | 2    | 2      | 1     | 5      |
| 5      | Wales         | 1    | 1      | 3     | 5      |
| 6      | Canada        | 1    | 1      | 1     | 3      |
| 7      | Man           | 0    | 1      | 0     | 1      |
| 8      | Maleisië      | 0    | 0      | 1     | 1      |
| 8      | Zuid-Afrika   | 0    | 0      | 1     | 1      |
| Totaal | Totaal        | 23   | 23     | 23    | 69     |

1934 · 1938 · 1950 · 1954 · 1958 · 1962 · 1966 · 1970 · 1974 · 1978 · 1982 · 1986 · 1990 · 1994 · 1998 · 2002 · 2006 (baan - weg) · 2010 · 2014 · 2018 · 2022 · 2026
Atletiek · Badminton · Boksen · Bowls · Gewichtheffen · Gymnastiek · Hockey · Judo · Netball · Rugby sevens · Schietsport · Schoonspringen · Squash · Tafeltennis · Triatlon · Wielersport · Worstelen · Zwemmen